# Charata (Chaco)
Charata est une ville de la province du Chaco, en Argentine, et le chef-lieu du département de Chacabuco. Elle est située à 219 km à l'ouest de Resistencia, la capitale de la province. Sa population s'élevait à 22 523 habitants en 2001.
Charata est la plus importante ville du sud-ouest de la province, dans une riche région agricole, où la principale culture est le soja.